# Уиттон, Шарлотта
Шарлотта Элизабет Уиттон (англ. Charlotte Elizabeth Whitton, 8 марта 1896 года, Ренфру, Онтарио — 25 января 1975 года) — канадская журналистка и политик, феминистка, мэр Оттавы в 1951—1956 и 1960—1964 годах. Была первой женщиной среди мэров крупных городов Канады.

## Биография
Шарлотта Элизабет Уиттон родилась в 1896 году в небогатой семье в Ренфру, Онтарио. Её отец был англиканцем, а мать католичкой. Она хорошо училась в школе, а после первой мировой войны училась по стипендии в университете Куинса (бакалавр в 1917 году, магистр в 1918 году). Позднее она получила почётную докторскую степень. После окончания Уиттон стала социальным работником. В 1920—1941 годах она была одной из ведущих работников Канадского совета по детскому благосостоянию (Canadian Council on Child Welfare). Под её управлением Совет работал над защитой инвалидов, детей иммигрантов, продвижением законодательной защиты детей и подростков.
Уиттон читала лекции по всей Северной Америке. Во время Великой депрессии премьер-министр Бэдфорд нанял её для исследования распределения пособий по безработице. Уиттон также писала статьи для газет, журналов и вела телевизионное шоу «Dear Charlotte».
В 1950 году она была выбрана в городской совет Оттавы благодаря поддержке женщин. После неожиданной смерти в августе того же года мэра Гренвилла Гудвина была назначена исполняющей обязанности мэра, после чего городской совет продлил её полномочия мэра ещё на 3 года. Она была мэром на протяжении 9 лет — с 1951 по 1956 год и с 1960 по 1964 год. После ухода с поста мэра Уиттон была членом городского правления до выхода на пенсию в 1972 году (в 76 лет).
Уиттон стала Командором Британской империи в 1934 году и коронационной медалью Георга VI в 1937 году.

## Убеждения
Уиттон была борцом за права женщин. Она боролась против двойных стандартов, таких как осуждение женщин за внебрачных детей, в отличие от мужчин. Она также верила в равную оплату труда. В других областях она придерживалась более традиционных взглядов. Уиттон была против абортов, разводов и двуязычия. Хотя она выступала за семейные ценности, политик никогда не была замужем. Во время Великой депрессии она стала известна своими рекомендацией организовать трудовые лагеря для безработных.
Она противостояла программам поддержки дохода для бедных слоёв населения, предполагая, что помощь государства уменьшает ответственность людей за их семьи. Она безуспешно сражалась против введения «детского бонуса», утверждая, что это поднимет ценность размножения и уменьшит ценность труда людей.
Уиттон часто выражала антисемитские взгляды в дискуссиях об эмиграции, что повлияло на политику государства. Она хотела сохранить англо-канадские традиции страны и была против эмиграции украинцев, азиатов и людей других национальностей. В 1938 году на конференции в Оттаве Канадского национального комитета по беженцам она в резкой форме выступила против ряда участников, сделав ряд антисемитских высказываний.

## Личная жизнь
Уиттон никогда не была замужем, в течение многих лет она жила со своей подругой Маргарет Грир до смерти подруги в 1947 году. В 1999 году были опубликованы письма из личного архива Уиттон, свидетельствующие о близких отношениях подруг. Они вызвали широкий резонанс и вопросы об ориентации Уиттон. Однако несмотря на очевидную духовную связь между подругами, доказательств физических отношений нет.